# Viola kosanensis
Viola kosanensis är en violväxtart som beskrevs av Bunzo Hayata. Viola kosanensis ingår i släktet violer, och familjen violväxter. Inga underarter finns listade i Catalogue of Life.